# Constantin-Cosmin Enea
Constantin-Cosmin Enea (n. 14 octombrie 1979

) este un deputat român, ales în 2012 din partea Partidului Național Liberal.
În timpului mandatului a trecut la grupul parlamentar al Partidului Social Democrat.